# St. Cloud, Minnesota

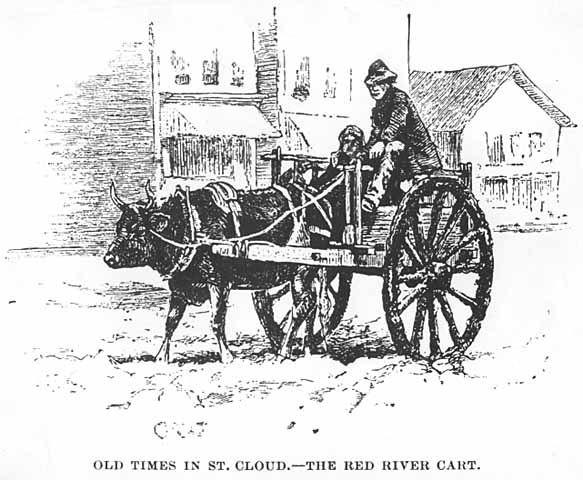
Sông Red tại Saint Cloud

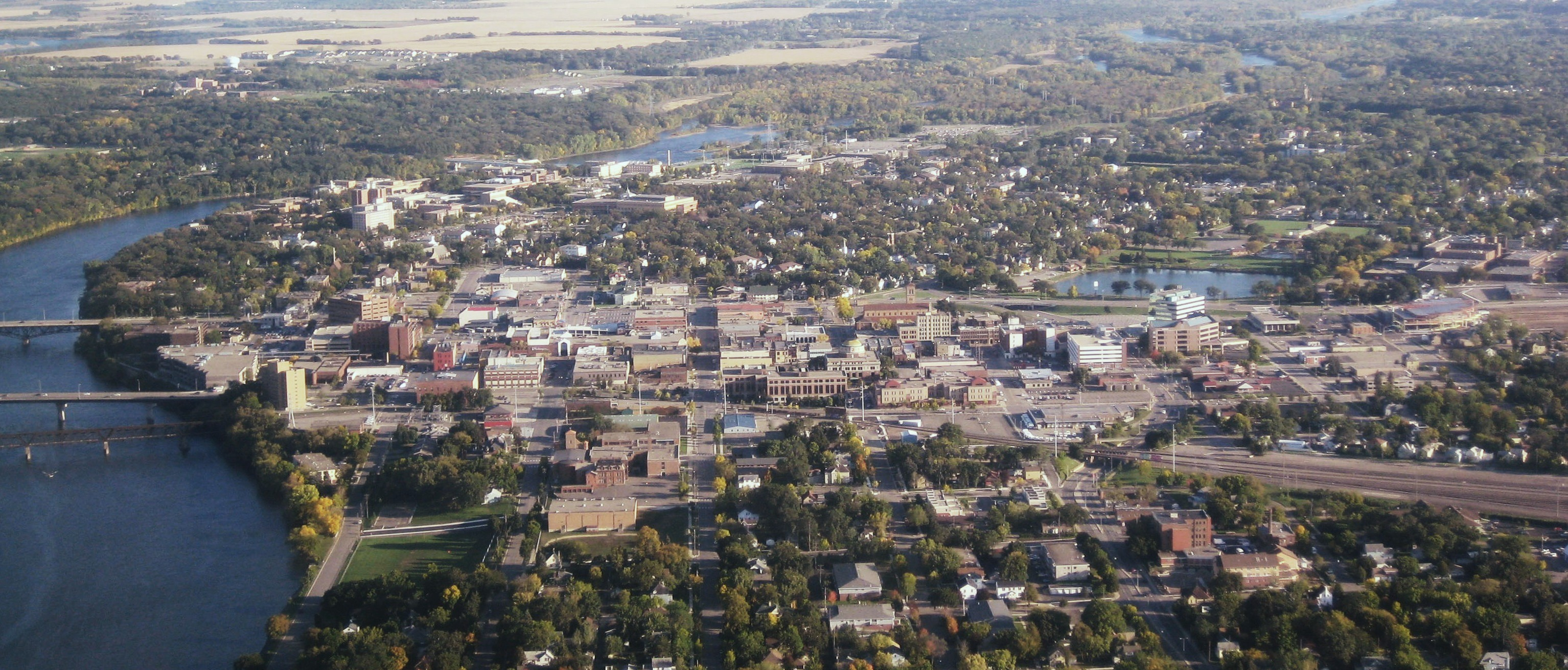
Trung tâm Saint Cloud, 2007

St. Cloud, Minnesota là một thành phố thuộc quận Stearns, Benton, Sherburne trong tiểu bang Minnesota, Hoa Kỳ. Thành phố có diện tích  km², dân số theo điều tra năm 2000 của Cục điều tra dân số Hoa Kỳ là 59.107 người.